# Carl Kellner (Optiker)

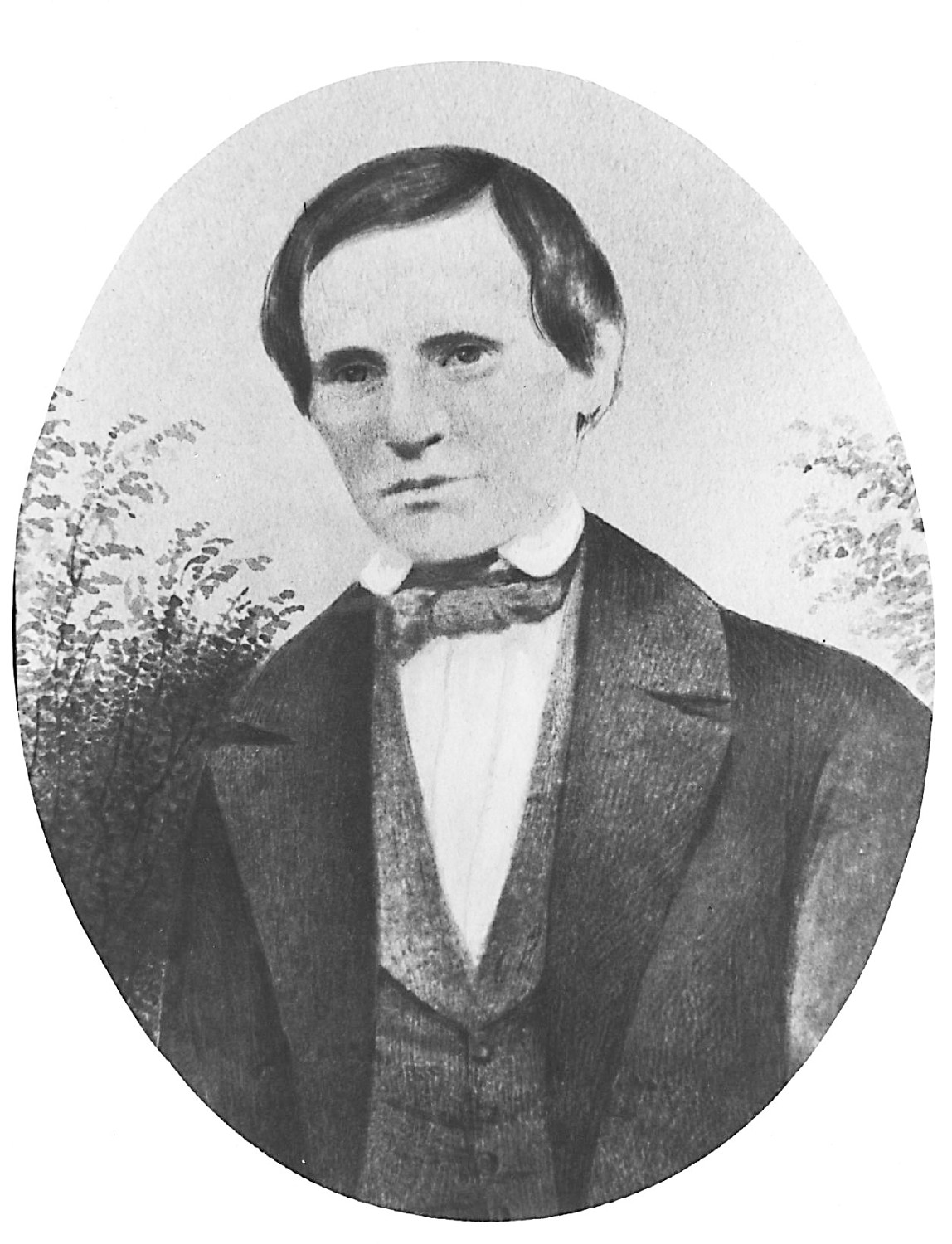
Carl Kellner im Jahr 1853, 27-jährig und zwei Jahre vor seinem Tod

Carl Kellner (* 21. oder 26. März 1826 in Hirzenhain; † 13. Mai 1855 in Wetzlar) war ein deutscher Entwickler und Hersteller von Teleskopen und Mikroskopen. Er erlangte erste Bekanntheit als Entwickler und Produzent des heute nach ihm benannten Kellner-Okulars. Seine Geräte wurden nach ganz Deutschland und ins Ausland geliefert und fanden in Wissenschaftskreisen Anerkennung für ihre Qualität. Das von ihm in Wetzlar gegründete Optische Institut war die Keimzelle der Wetzlarer optischen Industrie. Diese Werkstatt hatte unter Kellner bis zu 12 Mitarbeiter. In den knapp sechs Jahren unter seiner Leitung wurden etwa 130 Mikroskope und etwa 100 kleine und große Teleskope und Fernrohre produziert. Über mehrere Jahre arbeitete Kellner eng mit seinem Freund Moritz Hensoldt zusammen, der einen weiteren Wetzlarer Optikbetrieb gründete.
Kellner starb im Alter von 29 Jahren 1855 an Lungentuberkulose, an der er im Vorjahr erkrankt war. Kurz vor seinem Tod wurde ihm die Goldmedaille für hervorragende gewerbliche Leistungen des preußischen Königs verliehen. Kellner war verheiratet, hinterließ aber keine Kinder.
Nach Kellners Tod wurde der Betrieb von seinem ehemaligen Mitarbeiter Friedrich Belthle (1828–1869) weitergeführt. Nach dessen Tod 14 Jahre später wurde er von Ernst Leitz übernommen und unter dem Namen Leitz zu einem der größten Mikroskophersteller und Optik-Unternehmen der Welt ausgebaut. Nach mehreren Konzernfusionen und Aufspaltungen (siehe Leitz (Optik)) heißt die Mikroskopsparte heute Leica Microsystems und die Kamerasparte Leica Camera. Beide Unternehmen haben ihren Hauptsitz in Wetzlar.

## Leben
Kellner wurde am 21. oder 26. März 1826 in Hirzenhain geboren, einem Ort im westlichen Vogelsberg (Osthessen), der etwa 60 Kilometer südöstlich von seiner späteren Wirkungsstätte Wetzlar liegt. Während die meisten Quellen, darunter die erste Kellner-Biographie von seinem Schwager Julius Hinckel von 1910, den 26. angeben, wurde 2018 berichtet, dass sein Taufeintrag den 21.03. als Geburtsdatum angibt. Ein Gedenkstein an seinem Grab gibt ebenfalls den 26.03. an (siehe auch Abbildung). Dieser Gedenkstein wurde jedoch erst 1926 errichtet und 1949 erneuert. Es ist nicht bekannt, ob das Geburtsdatum 1926 oder 1949 eingetragen wurde. Der Originalgrabstein des Familiengrabs war wohl bei der Auflösung des Friedhofs nach dem Ersten Weltkrieg verloren gegangen, so der Bericht von 2018 weiter.
Carl war das zweite von vier Kindern, einem älteren Bruder Eduard (1824–1851) und zwei Schwestern, Mathilde und Wilhelmine. Seine Mutter war Johanna Elisabeth, geborene Rudersdorf (1792–1848), aus Haiger. Sein Vater Albert Philipp Kellner (nach anderer Quelle Georg Philipp Albrecht Kellner; 1791–1865), geboren in Bendorf, war Hüttenverwalter der Buderus’schen Eisenhütte in Hirzenhain. Dieser verfasste auch ein kaufmännisches Rechenbuch. Später wurde der Vater Verwalter der Oberndorfer Hütte der Fürstlich Solms’schen Hüttengesellschaft bei Braunfels, westlich von Wetzlar. Carl Kellner verbrachte dort seine Schulzeit und besuchte bis zum 17. Lebensjahr die Lateinschule im benachbarten Braunfels. Anschließend wurde er Lehrling beim Mechaniker (nach anderer Quelle: Messerschmied) Philipp Caspar Sartorius in Gießen, der östlichen Nachbarstadt Wetzlars. Ob er parallel dazu mathematischen Unterricht beim Gründer der Gießener Realschule Georg Stein (1810–1884) nahm, ist in den Quellen umstritten. Dessen Adoptivtochter Maria Werner wurde später seine Frau.
Anschließend ging Kellner nach Hamburg zu A. Repsold & Söhne, einem Betrieb, der für seine hochwertigen optischen, besonders astronomischen Instrumente bekannt war. Die Dauer seines Aufenthalts dort wird unterschiedlich angegeben. Während ältere Quellen von Mai 1845 bis Ende 1846 beziehungsweise von 1845 bis 1846 berichten, schreiben neuere von vier Monaten oder von 15. April bis 15. August 1846. Die Optik ließ Repsold von anderen Herstellern zuliefern, sie wurde mit eigener Mechanik verbunden. Hier lernte Kellner seinen fünf Jahre älteren Freund Moritz Hensoldt aus Sonneberg als Kollegen kennen. Anschließend zog Kellner wieder zu seinen Eltern, die jetzt in Braunfels wohnten, und begann ein Selbststudium der Optik. Durch Experimente prüfte er Angaben aus der optischen Literatur.
Sein Bruder Eduard, Student der Kameralwissenschaft, unterstützte ihn bei der Einarbeitung in die Integral- und Differentialrechnung.
Kellners Hauptaugenmerk galt astronomischen Fernrohren. Er erkannte Möglichkeiten, deren sphärische Aberration zu verbessern, und stellte verkittete Fernrohrobjektive her, die den zeitgenössischen zweilinsigen Objektiven von Fraunhofer, Herschel und anderen überlegen waren. „Verkitten“ bedeutet, zwei optische Elemente mit Kitt so zu verbinden, dass diese nahtlos, also ohne Luftzwischenraum, ineinander übergehen, so dass keine Reflexion auftritt.
Spätestens ab 1847 beschäftigte sich Kellner mit einer wesentlichen Verbesserung der zeitgenössischen Okulare. Er schrieb später über seine Zeit des Selbststudiums:

„Schon seit vielen Jahren der liebevollen Fürsorge meiner guten Eltern eine Stellung verdankend, welche mir gestattete, so ganz in voller Hingebung einem mächtigen inneren Drang folgend mich in glücklicher Zurückgezogenheit der Optik widmen zu können, habe ich sowohl alle meine Kräfte angestrengt den Geist der Theorie mir zu erstreben, als auch durch unzählige mißlungene Versuche mich nicht abschrecken lassen, in die geheimen praktischen Kunstgriffe dieses Fachs einzudringen.

Im Laufe dieser Arbeiten erwuchs mir eine Idee; anfangs winzig klein, doch bald immer freundlicher mich anlächelnd, zeigte sie meinen hoch erfreuten Blicken eine neue Kombination von Gläsern, welche die beiden schönsten optischen Instrumente, das Fernrohr und das Mikroskop, auf einen weit höhrenen Grad der Vollkommenheit führen, als wir bisher besaßen.“

Wie von ihm erhofft führte die Veröffentlichung einer wissenschaftlichen Schrift über das von ihm entwickelte Okular im Oktober 1849 zu einer Bekanntheit, die es ihm ermöglichte, ein erfolgreiches Unternehmen aufzubauen, obwohl er keine formale Lehre als Optiker oder Mechaniker abgeschlossen hatte. Am Ende seiner Schrift schrieb er:

„An die Männer der Wissenschaft. Hochgeehrte Herren!
[…] Ich wage es bescheiden hervorzuheben, daß der Erfolg Ihrer Kämpfe gegen die noch verhüllten Naturerscheinungen wesentlich abhängig ist von den materiellen Waffen, die Sie führen, von den Instrumenten, womit Sie beobachten! Auch mich drängt es, meine schwachen Kräfte zu betheiligen an Ihrem ruhmvollen Kampfe, wenn auch nicht direct, doch indirect. Meine ganze Kraft habe ich schon Jahre lang angestrengt, fähig zu werden, der Wissenschaft durch Herstellung optischer Instrumente zu dienen. […]

Ich biete Ihnen, hochgeehrte Herren, hiermit meine Kräfte an!

Die Anforderungen, welche das Interesse der wissenschaft stellt, sind mir bekannt; doch ich fürchte mich nicht, denn ein befähigter Freund steht mir thatkräfitg zur Seite, und ich erwähne mit Stolz, daß derselbe entschlossen ist, die in das Gebiet der Mechanik fallenden Arbeiten der optischen Instrumente mir vorerst auszuführen, und ich somit in der schönen Lage bin, ungestört der reinen Optik leben zu können. […]“

Der genannte Freund ist Moritz Hensoldt, der viele mechanische Arbeiten für ihn ausführte.

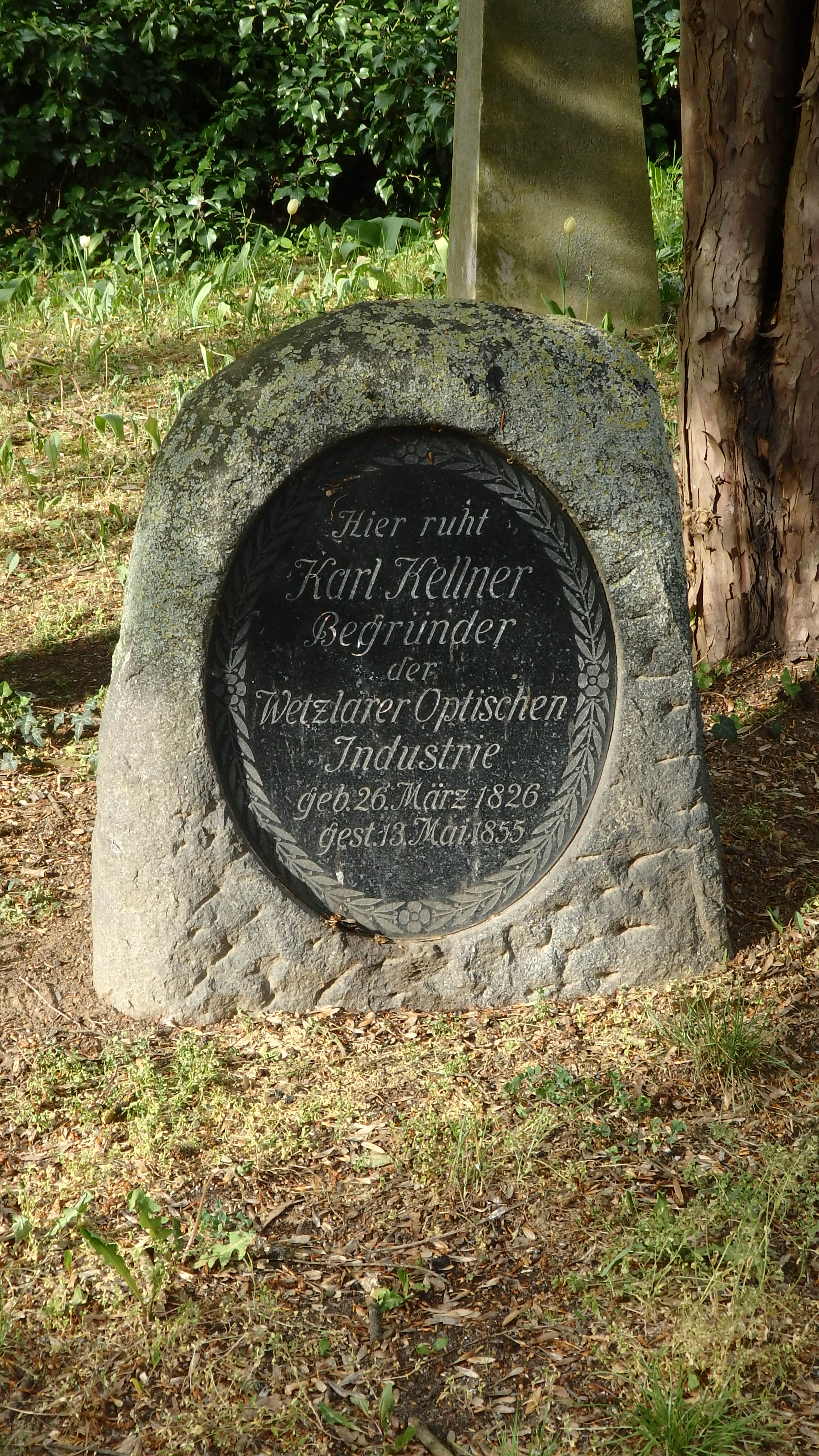
Grabmal von Karl Kellner im Rosengärtchen von Wetzlar

Am 27. Dezember 1852 heiratete Kellner die Adoptivtochter seines ehemaligen Lehrers Stein, Maria Werner (1830–1881). Die beiden hatten nur ein Kind, einen Sohn, geboren am 13. April 1854, der aber nur einen Tag überlebte. Zu dieser Zeit war Kellner bereits an Lungentuberkulose erkrankt. Eine Kur blieb ohne Erfolg. Anfang 1855 erlebte er noch die Verleihung der vom preußischen König gestifteten „Goldmedaille für hervorragende gewerbliche Leistungen“. Im Alter von 29 Jahren verstarb er am 13. Mai 1855. Er wurde auf dem heute aufgelassenen historischen Friedhof, genannt Rosengärtchen, beigesetzt. Sein Grabmal ist durch einen Gedenkstein markiert.

## Wirken

### Das Kellner-Okular
Die bekannteste optische Neuentwicklung Kellners ist das Okular, das er für Fernrohre und Mikroskope entwickelte und das später als Kellner-Okular nach ihm benannt wurde.

#### Physik
Astronomische Fernrohre und typische (sogenannte zusammengesetzte) Lichtmikroskope haben eine zweistufige Bilderzeugung: Das Objektiv erzeugt ein vergrößertes Zwischenbild, welches durch das Okular ein zweites Mal vergrößert wird. Okulare, die in zeitgenössischen Fernrohren oder Mikroskopen verwendet wurden, erzeugten gewölbte Bilder, das heißt, bei einem flachen Präparat konnte entweder die Mitte oder der Rand scharf gestellt werden, aber nicht beides gleichzeitig. Diese Bildfeldwölbung konnte mit dem Kellner’schen Okular stark vermindert werden, so dass dem Betrachter ein auch bei großem Gesichtsfeld durchgehend ebenes, unverzerrtes Bild zur Verfügung stand. Kellner nannte seine Entwicklung daher „orthoskopisches“, also richtig-sehendes Okular.
Okulare bestanden zu Kellners Zeit aus zwei einzelnen Linsen, der Augenlinse und der Feldlinse. Sie waren entweder als Huygens-Okular (bei Kellner „astronomischen Doppelocular erster Klasse“) oder als Ramsden-Okular (bei Kellner „Doppelocular zweiter Klasse“) ausgeführt (siehe auch Abbildungen). Kellner schuf einen neuen Typ, der als aus dem Ramsden-Okular abgeleitet angesehen wird, da sich bei beiden das Zwischenbild vor der ersten Linse befindet, während es beim Huygens-Okular zwischen den beiden Linsen entsteht. Kellner ersetzte die einzelne Augenlinse des Ramsden-Okulars durch ein Linsenpaar mit geringeren Farbfehlern, einen Achromaten, so dass insgesamt drei Linsen verwendet wurden. Die Feldlinse war eine bikonvexe Sammellinse, in deren Brennweite sich das Augenlinsenpaar befand.
Heute wird eine andere Konstruktion als orthoskopisches Okular bezeichnet, die ein Glied aus drei Einzellinsen enthält und von Ernst Abbe (1840–1905) entwickelt wurde.

#### Entwicklung und der Weg zur Veröffentlichung
Der älteste Hinweis auf Kellners Neuentwicklung wurde in einem Brief von ihm vom 1. Dezember 1847 gefunden. Im Herbst 1848 entschloss er sich seine Ergebnisse in einem selbständigen Werk zu veröffentlichen, also nicht als Zeitschriftenbeitrag. Er wollte durch diese Veröffentlichung einen guten Ruf erwerben, der ihm die Geschäfte erleichtern sollte. Im März 1849 schrieb er deswegen an den Verleger Vieweg in Braunschweig, dieser schlug jedoch zunächst einen Zeitschriftenbeitrag vor, bevor er doch einwilligte, vermutlich nachdem Justus von Liebig, zu dieser Zeit Inhaber des Lehrstuhls für Chemie an der nahen Universität Gießen, sich für Kellner eingesetzt hatte. Vieweg schlug Kellner sogar einen Umzug des Betriebs nach Braunschweig vor, den dieser jedoch aus wirtschaftlichen Gründen für nicht möglich hielt. Außerdem schlug er Kellner vor statt wie bisher das Fernrohr zukünftig den Mikroskopbau in den Vordergrund zu stellen. Anfang 1849 bat Kellner Hensoldt, nach Wetzlar umzuziehen auch weil er eine vorzügliche Handschrift habe, um die Reinschrift des Manuskripts zu erstellen. Hensoldt kam Anfang Juli, am 18. des Monats war das Manuskript druckfertig und wurde zum Verlag gesandt.
Ende Oktober erschien „Das orthoskopische Ocular, eine neu erfundene achromatische Linsenkombination, welche dem astronomischen Fernrohr, mit Einschluss des dialytischen Rohrs, und dem Mikroskop, bei einem sehr großen Gesichtsfeld, ein vollkommen ungekrümmtes, perspektivisch richtiges, seiner ganzen Ausdehnung nach scharfes Bild ertheilt, so wie auch den blauen Rand des Gesichtsraumes aufhebt.“ Kellner bezeichnet sich selbst als „Optiker zu Wetzlar“. Hensoldt, „Mechaniker“, steuerte einen Anhang „Zur Kenntnis der genauen Prüfung der Libellen oder Niveau’s“ bei.

#### Inhalt der Veröffentlichung
| Vorrede.                                                                         | S. V  |
| Einleitung.                                                                      | S. 1  |
| I. Das Ocular.                                                                   | S. 8  |
| Mängel des astronomischen Doppeloculars erster Klasse.                           | S. 9  |
| a. Das krumme Bild.                                                              | S. 9  |
| b. Die Perspective der Bilder.                                                   | S. 11 |
| c. Coincidenz des Strahlenkegels in der Achse dieses Oculars.                    | S. 12 |
| d. Der blaue Rand des Gesichtsfeldes.                                            | S. 14 |
| Nachtheile des Doppeloculars zweiter Klasse.                                     | S. 15 |
| Beugungs-Erscheinungen beim Sehen durch Oculare überhaupt.                       | S. 16 |
| Das orthoskopische Ocular.                                                       | S. 18 |
| II. Das Objectiv.                                                                | S. 21 |
| a. Der ältere Achromat oder das gewöhnliche achromatische Objectiv.              | S. 21 |
| b. Der neuere Achromat oder das dialytische Objektiv.                            | S. 31 |
| Nothwendig zu berücksichtigende Umstände beim Gebrauch optischer Instrumente.    | S. 34 |
| An die Männer der Wissenschaft.                                                  | S. 45 |
| Preis-Verzeichnis.                                                               | S. 48 |
| Anhang. Ueber die Kenntniß und Prüfung der Libellen von M. Hensoldt, Mechaniker. | S. 51 |

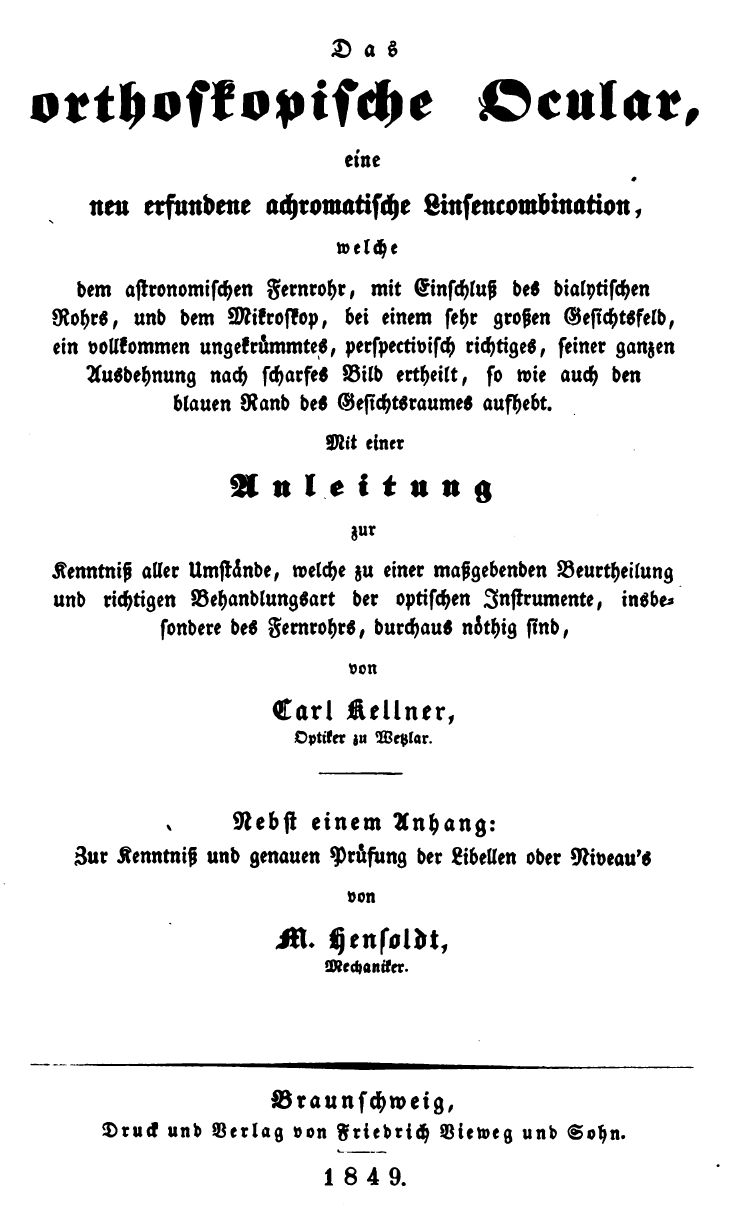
Titelblatt des „orthoskopischen Oculars“

Das knapp 70-seitige „Heftchen“ beginnt mit einer zweiseitigen Vorrede (siehe auch Zitat oben), in der Kellner seinen Eltern und seinem Freund Moritz Hensoldt dankt und in blumigen Worten seinen Drang beschreibt zum Fortschritt der Wissenschaften beizutragen. Es folgt eine siebenseitige Einleitung über Vorzüge und Geschichte der Optik, besonders Entwicklungen der vorigen Jahrzehnte, bevor der Hauptteil mit einer Abhandlung über Okulare und deren Mängel beginnt.
Ausführlich geht er auf Probleme des „astronomischen Oculars erster Klasse“ ein, nach heutigem Sprachgebrauch das Huygens-Okular. Er bespricht unter anderen „Das krumme Bild“ (Bildfeldwölbung) und die daraus resultierende Verzerrung des Bildes am Rand des Gesichtsfeldes. Die anschließende Besprechung der Fehler des „Doppeloculars zweiter Klasse“, „von Ramsden entwickelt und von Fraunhofer bedeutend verbessert“, ist wesentlich kürzer, jedoch schreibt Kellner: „Dieses … Ocular bleibt im Allgemeinen an guten Eigenschaften noch weit hinter dem Doppelocular erster Klasse zurück“ und „das die Mängel vorliegenden Oculars der Hauptsache nach dieselben sind, als die des vorigen.“ Nach einer Besprechung der Beugungserscheinungen kommt er schließlich zum von ihm entwickelten „orthoskopischen“, heute Kellner-Okular genannt.
Dort beschreibt er ausführlich die Vorteile, die sich für den Anwender ergeben, aber nicht wie das Okular konkret gebaut war. So war der Text für den Anwender von Interesse, ohne Geschäftsgeheimnisse zu verraten, die Konkurrenten hilfreich gewesen wären. Dieser Teil beginnt:

„Es wird gewiß keiner meiner geehrten Leser die Erwartung hegen, daß ich hier, meine Erfindung rücksichtslos preisgebend, mich auf eine Zergliederung der Einrichtung dieses Oculars und Entwicklung der Grundprincipien, auf welche der gute Erfolg sich gründet, einlassen werde, sondern es mir vielmehr gern verzeihen, wenn ich nur das berichte, was das neue Ocular leistet.“

Dann geht er aber doch begrenzt auf die Konstruktion ein, denn es plagt ihn die Sorge, der Leser könnte meinen, dass das Okular aus vielen einzeln stehenden Linsen bestehen würde. Dies hätte zur Folge, dass an jeder Luft-Glas Grenzfläche Reflexion auftritt, wodurch die Helligkeit des Bildes stark nachlassen könnte. Daher bemerkt er:

„daß mein Ocular, obwohl aus drei Glaslinsen bestehen, doch nur vier spiegelnde Flächen hat, also durch keine derartigen Mißstände verdunkelt wird“

Dem kundigen Leser erschließt sich dadurch, dass zwei der Linsen miteinander verkittet sein müssen, um diese Bedingung zu erfüllen, jedoch nicht, ob es sich um die Augenlinse (die es tatsächlich war), oder die Feldlinse, auch Kollektivlinse genannt, handelte. So nahm P. Harting 1866 fälschlicherweise an: „Nach Kellner (Das orthoskopische Ocular, eine neu erfundene achromatische Linsencombination u. s. w. Braunschweig 1849) besteht das unterste Glas seines Oculares, d. h. also das biconvexe Collectivglas, aus zwei unter einander verbundenen Linsen.“
Nach ausführlicher Besprechung der Vorteile des neuen Okulars in Listenform mit neun Punkten beendet Kellner den Abschnitt über sein Okular:

„Schließlich halte ich mich für berechtigt, hier bemerken zu dürfen, daß ich durch umfassende, gründliche Rechnungen und vielfach abgeänderte Versuche die Materie dieses Gegenstandes erschöpft, und meinem Ocular das Maximum seiner Tugenden gegeben zu haben glaube, welche aus den sich mannigfach kreuzenden Bedingungen der Theorie und Praxis gervorragen können; es sei denn, daß durch neue Entdeckungen im Gebiete der Phyisik oder durch die Leistungen der Glasschmelzer der gegenwärtige Standpunkt des Optikers verrückt werde.“

Es folgt eine etwa eben so lange Abhandlung über Objektive, deren Aufbau und Bau sowie mögliche Tests zur Qualität. Dieser Abschnitt hat keinen direkten Bezug zu Kellners Okular, er zeigt aber die Sachkenntnis des Autors. Abschließend folgt ein Kapitel über den Gebrauch optischer Instrumente, gedacht um „dem Unkundigen den Weg zu zeigen, auf welchem er, seine Kräfte übend, zur Kenntniß der vorteilhaftesten Anwendung und näheren Bekanntschaft mir der Behandlungsart genannter Instrumente fortschreiten kann.“ Kellner schließt mit dem oben bereits teilweise zitierten Appell an die „Männer der Wissenschaft“, der mit folgendem Absatz endet:

„Vertrauensvoll eröffne ich hiermit mein Geschäft, hoffend, daß die Worte, womit mein Freund und ich uns oft gegenseitig trösteten und aufmunterten: eine allgemeine Anerkennung werde unsere jahrelangen Mühen lohnen, nicht ganz inhaltlos gewesen sein mögen.“

Passend zur Geschäftseröffnung schließt sich eine Preistabelle für Okulare, Fernrohrobjektive und ganze Fernrohre an, und eine Bestellanleitung, bevor der Anhang von Moritz Hensoldt beginnt.

#### Aufnahme und weitere Entwicklung

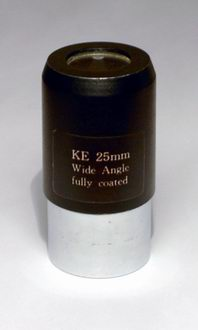
Modernes Kellner-Okular

Kellners Okulare fanden in Fachkreisen schnell Anerkennung. Beispielsweise lobte Carl Friedrich Gauß ein Kellner’sches Okular in einem Brief:

„Das Okular vergrößert, an das Merz’sche Fernrohr angebracht, 96mal und steht daher in dieser Beziehung ganz einem vorhandenen Merz’schen Okulare gleich. In Deutlichkeit und Farblosigkeit des Bildes habe ich keine entscheidende Ungleichheit bemerken können. Aber Ihr Okular hat ein Gesichtsfeld von 27′36″ Durchmesser, das Merz’sche nur 18′25″. Es ist mithin die Fläche des Gesichtsfeldes bei Ihrem Okular mehr als doppelt so groß als unter gleicher Vergrößerung bei dem Merz’schen. Die Deutlichkeit des Sehens ist bei Ihrem Okular bis zum Rande des Gesichtsfeldes, wenn nicht ganz, so doch gewiß fast ganz, gleich gut. Ich wünsche dasselbe für die Sternwarte zu behalten.“

Optik-Lehrbücher aus dem 20. und 21. Jahrhundert schreiben, dass Kellner Okulare typischerweise in Ferngläsern oder bestimmten Teleskopen und niedrig vergrößernden Mikroskopen, aber selten in Mikroskopen üblicher Bauweise verwendet werden.
Kellner-Okulare gehörten bis in die zweite Hälfte des 20. Jahrhunderts zur Grundausrüstung vieler Hobby-Astronomen, da sie bei akzeptabler Abbildungsleistung vergleichsweise kostengünstig waren. Weiterhin fanden Kellner-Okulare oft Anwendung in Prismenfeldstechern.
Auch im 20. und 21. Jahrhundert fanden und finden Kellner-Okulare in der Mikroskopie noch Anwendung als Messokular. Entsprechend wird es auch in neueren Lehrbüchern noch behandelt.

### Fernrohrobjektive
Kellner war anfänglich eher Teleskopen als Mikroskopen zugeneigt. Sein Okular konnte an beiden eingesetzt werden. Parallel zu seinen Arbeiten zum Okular beschäftige er sich auch mit Verbesserungen von Fernrohrobjektiven. Durch Rechnungen und Experimente gelang es ihm, die sphärische und chromatische Aberration zu vermindern. Sein Objektiv mit verkitteten (verklebten) Linsen erlaubte deutlich höhere Vergrößerungen als vergleichbare achromatische Teleskope. Zusammen mit seinem Okular konnte ein vergrößertes Gesichtsfeld beobachtet werden. Die Anregung Objektivlinsen zu verkitten kam ursprünglich von Hensoldt. Um mehrere Fernrohre herzustellen, fehlte im zunächst eine geeignete Menge optischen Glases, daher bat er Hensoldt 1847 auf seinem Weg von Hamburg ins heimatliche Sonneberg bei Friedrich Körner (1778–1847) in Jena Kron- und Flintglas für ihn einzukaufen. Kellner hätte seine Teleskopobjektive gerne ausschließlich nach Berechnungen hergestellt. Dies war ihm jedoch noch nicht möglich. Auch Ausprobieren nach Versuch und Irrtum, bei optischen Elementen pröbeln genannt, war in diesem Fall erforderlich.

### Unternehmensgründung in Wetzlar
| Kellners Mikroskop Nr. 79. |
| --- |
| - Komplettansicht, das zweite Objektiv daneben. - Detailansicht mit Lochblendenrevolver und Spiegel. - Auseinandergebaut in der Schatulle. - „C. Kellner in Wetzlar N = 79“                                                                        |
| Kellners kleines Stativ. Dieses 79. Mikroskop aus der Werkstatt wurde 1854 gebaut und gemäß den Geschäftsbüchern am 3. Juli 1854 an Prof. Dr. Wernher in Giessen versandt. (Vermutlich Adolph Wernher). Es kostete 50 Taler und 10 Silbergroschen. |

Kellner und Hensoldt beschlossen bereits in ihrer gemeinsamen Hamburger Zeit, zusammen ein Unternehmen zu gründen. Während Kellner sich im Elternhaus weiterbildete, blieb Hensoldt zunächst bei Repsold. Aus ihrem Briefwechsel geht hervor, dass sie Frankfurt am Main und Mainz als Standort erwogen. Der Erwerb der für die Ansiedlung erforderlichen Bürgerrechte war ihnen jedoch zu teuer. Schließlich wurde Hensoldts Heimatstadt Sonneberg gewählt. Diese liegt heute im Süden von Thüringen, an der Grenze zu Bayern und nahe dem fränkischen Coburg.
Im Frühjahr 1848 zog Kellner nach Sonneberg, nach nur kurzem Aufenthalt war er aber Anfang Juli des Jahres schon in Wetzlar wohnhaft. Hier war seine Schwester Mathilde mit einem ortsansässigen wohlhabenden Kaufmann und Porzellanhändler verheiratet, Johann Hinckel (1814–1874), der Kellner finanziell unterstützte. Kellner übernahm das Haus zweier nach Amerika auswandernder Klaviermacher. Diese nahmen ein Kellner’sches Fernrohr mit in die USA. Ein Freund der beiden war so angetan, dass er ebenfalls ein solches Gerät bei Kellner in Auftrag gab. Anfangs war Kellner der einzige Mitarbeiter seiner Werkstatt. Die Zusammenarbeit mit Hensoldt ging zunächst weiter, indem Kellner Linsenkombinationen nach Sonneberg schickte, während Hensoldt mechanische Arbeiten für Kellner ausführte. Kellners Mutter verstarb nach langer schwerer Lungenkrankheit am 2. Dezember 1848.
Bereits im Frühsommer 1849, kurz vor einem mehrmonatigen Aufenthalts Hensoldts in Wetzlar ab 1. Juli, bezog Kellner eine größere Werkstatt im ehemaligen reformierten Pfarrhaus an der Jäcksburg, das er für 45 Taler jährlich mietete. Die eigentliche Geschäftsgründung des „Optischen Instituts“ erfolgte um den 15. Juli 1849. Hensoldts Anwesenheit war wohl erforderlich, da dieser im Gegensatz zu Kellner eine abgeschlossene Ausbildung hatte. Kellner war jedoch alleiniger Inhaber. Er hoffte auf Bekanntheit und geschäftlichen Erfolg durch die Veröffentlichung zu seinem Okular im selben Herbst, aber Planungen waren auf Grund der politischen Umwälzungen schwierig und Kellner und Hensoldt nahmen sich vor im Falle größerer Probleme nach Amerika auszuwandern. Anfangs gefiel es Hensoldt in Wetzlar, doch am 25. November zog er zurück nach Sonneberg. Es gab mangels Aufträgen wenig zu tun. Der Betrieb konnte wohl nur durch Unterstützung des Schwagers bestehen. Offizieller Name war daher bis 1852 „Optisches Institut Johannes Hinckel“, erst danach tauchte Kellner im Geschäftsnamen auf. Kellners Vater, ab Herbst 1849 im Ruhestand, zog mit der jüngeren Tochter Wilhelmine nach Wetzlar, wohnte ebenfalls im ehemaligen Pfarrhaus und erledigte dem Sohn die Buchhaltung.
Hensoldt und Kellner blieben freundschaftlich verbunden. In Briefen an Hensoldt schildert Kellner, dass Bestellungen von Mikroskopen stark zunahmen, während astronomische Fernrohre kaum gefragt waren. In den erhaltenen Unterlagen Kellners ist die erste Lieferung eines „Mykroskop-Oculars“ am 22. Dezember 1849 vermerkt, es ging an den Bremer Apotheker und Naturforscher Georg Christian Kindt, der schon im Januar 1850 ein weiteres erhielt.

### Von Fernrohren zu Mikroskopen
Im Briefverkehr mit dem Verleger Vieweg vor der Veröffentlichung zu seiner Okular-Schrift schlug dieser Kellner vor auch Mikroskope anzubieten. Kellner schrieb noch am 13. Juni 1849, dass sein Hauptaugenmerk zunächst auf Fernrohre gerichtet sei. Auch wenn er die Theorie des Mikroskops vollständig kenne, fehle es ihm doch an praktischer Erfahrung. Kellner bemühte sich jedoch rasch diese Lücke zu schließen. Schon am 24. November des Jahres schrieb er an Vieweg:

„Meine Methode des Schleifens hat sich auch zu meiner innigsten Freude bei den Mikroskop-Objektiven in hohem Grade bewährt. Ich kann nun mit ruhigem Gewissen behaupten, diesen delikaten Teil des Mikroskops in eben der Vollkommenheit auszuführen, wie dies Plößl, Schick, Oberhäuser und Chevalier tun, in dem anderen nicht minder wichtigen Teil des Mikroskops kann ich dagegen durch meine orthoskopischen Okulare die Leistungen genannter Künstler noch bei weitem überbieten. In Erwägung nun, daß das Mikroskop bei dem jetzigen Standpunkt der Wissenschaften eine so überaus wichtige Rolle spielt, […] in Erwägung, daß das Interesse für die Astronomie längst seinen Culminationspunkt erreicht, […] in Erwägung alles dessen möchte ich die Aufgabe unserer Zeit gröblichst verkennen, wenn ich meine Kräfte vorzugsweise dem Fernrohr zuwenden wollte.“

Kellner hatte sich bereits in seiner Braunfelser Zeit mit Mikroskopobjektiven beschäftigt, musste diese Arbeiten aber aufgeben, da ihm kein geeignetes Mikroskopgestell für die die Entwicklung zur Verfügung stand. Ausgangspunkt seiner neuen Arbeiten war ein selbstentwickeltes Fernrohrobjektiv, bei dem er die Brennweite verkürzte und die Öffnung vergrößerte. Seine Objektive mit mittlerer Vergrößerung hatten eine zweifach verkittete Frontlinse und dahinter zwei Linsenpaare. Jedes der drei Teile war in sich achromatisch, die sphärische Aberration wurde weitgehend in den hinteren Teilen korrigiert. Diese Objektive gehörten mit zu den besten, die unter den Bedingungen der Zeit hergestellt werden konnten. Die höchste erzielbare numerische Apertur lag bei 0,60. Heutige Standard-40x-Objektive haben eine numerische Apertur von 0,65.
Die erste Lieferung eines Mikroskops aus dem Optischen Institut ist im Lieferbuch am 9. Mai 1851 vermerkt. Dieses ging an einen Pfarrer Duby nach Genf, es wurde aber später zurückgesandt und wohl im April 1852 an den Botaniker Gottlob Ludwig Rabenhorst in Dresden weiterverkauft.

### Wirtschaftliche Entwicklung

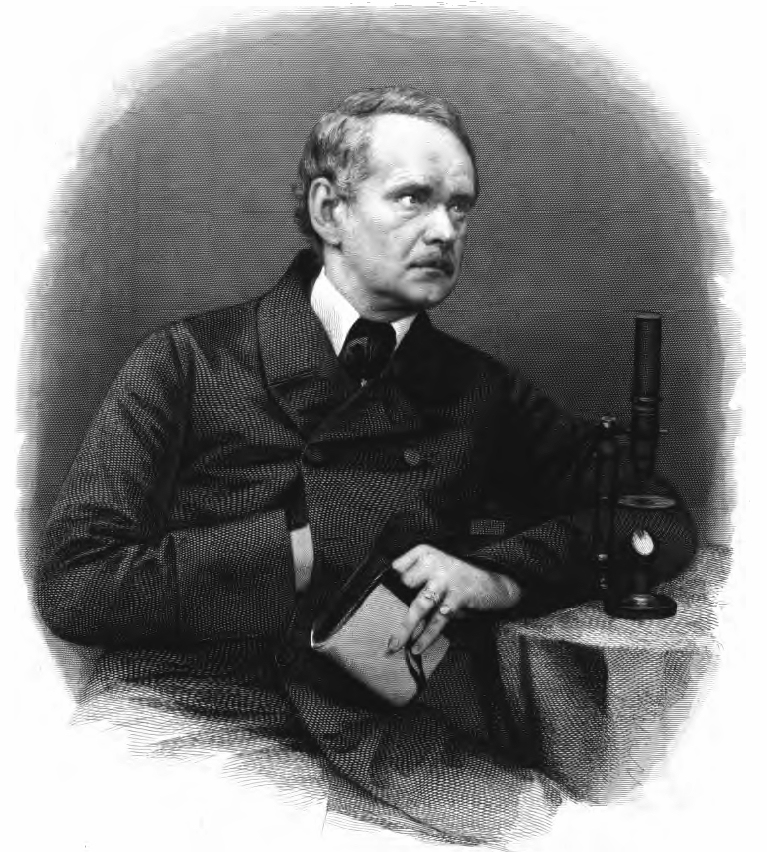
Der Zellforscher Schleiden, einer der Empfänger eines Kellner’schen Mikroskops

Zahlreiche Professoren der nahen Universität Gießen sind in Kellners Lieferbüchern aufgeführt. Von dieser Nähe profitierte Kellner auch durch Anregungen aus der Praxis. Während die feinmechanische Ausstattung seiner Mikroskope und Fernrohre im Vergleich zu französischen oder englischen Konkurrenten einfach ausfiel, gehörte die Güte der Optik zu den besten. Die Geräte legten daher auch weitere Wege zurück, so zu Matthias Jacob Schleiden nach Jena, zu Albert von Koelliker in Würzburg, zu Justus von Liebig, der von Gießen nach München wechselte, und nach Tübingen zu Hugo von Mohl.
Ein besonderer Förderer der Werkstatt war Theodor von Bischoff, zu dieser Zeit Professor für Anatomie und Physiologie an der Universität Gießen. In Kellners Lieferbüchern sind sieben Mikroskope dokumentiert, die an von Bischoff gingen. Bestellungen von weiteren Gießener Professoren sind wohl auch seiner Fürsprache zu verdanken. Des Weiteren waren unter anderem acht Marburger und sechs Würzburger Wissenschaftler Kellners Kunden, unter den letzteren auch Albert von Koelliker, Franz von Leydig und Rudolf Virchow.
Die Werkstatt war ab Herbst 1850 voll ausgelastet, ihre Produkte konnten sich gegen andere führende Mikroskophersteller der Zeit wie Simon Plössl in Wien, Friedrich Wilhelm Schiek in Berlin, Georg Oberhäuser und Charles Chevalier in Paris behaupten. Carl Zeiß hatte zwar 1846 schon seine Werkstatt in Jena eröffnet, fertigte aber erst ab 1857 zusammengesetzte Mikroskope. Von Anfang an hatte Kellner, auch wegen Werkstatterweiterungen und Personalkosten, häufig finanzielle Probleme, aus denen ihm mehrfach sein Schwager Johann Hinckel half. Ein Autor schreibt, dass die Hauptursache der Finanzprobleme die Verschwendungssucht von Kellners Ehefrau gewesen sei, ohne jedoch anzugeben, worauf sich diese Annahme stützt. Kellner versuchte 1850 und 1851 Hensoldt in Briefen wiederholt zu einem weiteren Umzug nach Wetzlar zu bringen. Schließlich kam dieser vom 27. Juni 1851 bis zum 12. Juni 1852 für fast ein weiteres Jahr um dann wieder nach Sonneberg zurückzukehren. Hensoldts Urenkelin Christine Belz-Hensoldt und ihr Mitautor vermuten als Grund für die Rückkehr, dass er sich „zunehmend in die Ecke des reinen Mechanikers gedrängt“ fühlte, was er nicht war und auch nicht sein wollte. Kellner dagegen wollte sich auf die Optik konzentrieren. Nach einigen weiteren Briefen scheint der Kontakt zu erlöschen, möglicherweise weil sich Hensoldt entschloss selbst Mikroskope zu bauen.

### Produktion
In den sechs Jahren vor seinem Tod stellte Kellners Werkstatt etwa 130 Mikroskope her, die auch nach Österreich, Holland, England, Schweden und Norwegen geliefert wurden, sowie mindestens 5 große astronomische Teleskope und etliche kleine Fernrohre. Kellner hatte bis zu zwölf Gehilfen und Lehrlinge.
Die genaue Zahl der produzierten Gerätschaften weicht bei verschiedenen Autoren voneinander ab, obwohl sich alle auf Kellners Lieferbücher beziehen. Nach Berg wurden 1852 28 Mikroskope geliefert, 1853 schon 39, 1854 dann 50 während 1855 die Zahl auf 44 zurückging. Nach Belz-Hensoldt ergibt sich die folgende Tabelle und Grafik:
| Jahr | Okulare | Fernrohre | Mikroskope |
| ---- | ------- | --------- | ---------- |
| 1850 | 20      | 2         | –          |
| 1851 | 22      | 33        | 3          |
| 1852 | 8       | 36        | 27         |
| 1853 | 4       | 15        | 36         |
| 1854 | 13      | 1         | 42         |
| 1855 | –       | 10        | 34         |

Neben Einzelstücken, die an spezielle Kundenanforderungen angepasst waren, wurden bei Mikroskopen auch Baureihen angeboten:

„Von Mikroskopen verfertige ich 3 Gattungen. Die kleinere Art kostet 50 Thaler, hat zwei Systeme und zwei Oculare und die Vergrößerunen 90 . 180 . 360 . 720 . Die mittlere Art kostet 75 Thaler, hat zwei Systeme und drei Oculare und die Vergrößerungen 90 . 180 . 360 . 720 .u. 1000. Das Stativ erlaubt die schräge Beleuchtung und die grobe Einstellung geschieht durch Trieb anstatt mittelst der Federhülse. Die größer Art kostet 120 Thaler, hat drei Systeme und vier Oculare. Die stärkste Vergrößerung ist 1200. Das Stativ ist sehr solid von Metall und hat am Ocularende des Tubus einen abnehmbaren Schraubenmikrometer. […] Eine etwaige Bestellung auf ein Instrument der kleineren Art würde ich erst in 5 bis 6 Monaten, auf ein solches der mittleren Art in 6 - 7 und auf eines der größeren Gattung erst (in) 9 Monaten zu effectuiren im Stande sein.“

‚System‘ oder ‚Linsensystem‘ war im 19. Jahrhundert eine Bezeichnung für Objektive, die aus mehreren Linsen zusammengesetzt sind, und die angegebenen Vergrößerungen sind die Gesamtvergrößerungen von Okular und Objektiv zusammen. Noch bis in das 20. Jahrhundert war es üblich, dass zur Veränderung der Vergrößerung nicht nur das Objektiv, sondern auch das Okular gewechselt wurde. Bei Vergleichen mit heutigen Mikroskopen ist zu berücksichtigen, dass Kellner ausschließlich Trockenobjektive herstellte, also solche, die ohne Immersionsflüssigkeit verwendet wurden. Heutige Trockenobjektive haben in der Regel eine Vergrößerung von 40-fach oder weniger, so dass in Kombination mit einem typischen 10-fach vergrößernden Okular eine Gesamtvergrößerung von 400-fach erreicht wird. Bei optimaler Beleuchtung mit Kondensor kann mit den besten Trockenobjektiven (numerische Apertur 0,95) heute eine Auflösung von knapp 300 Nanometern erreicht werden.
Von den 108 bis Jahresende 1854 ausgelieferten Mikroskopen gehörten 22 zur mittleren und zwei zur größeren Art.
Die Zusammensetzung, Position und Form der optischen Elemente in Kellners Instrumenten wurde von ihm vorab auf wissenschaftlicher Grundlage berechnet, um die chromatische Aberration und die sphärische Aberration zu minimieren. Sein Geselle und Nachfolger Belthle beschrieb „daß Kellner nach genauer Ermittlung der Brechungs- und Zerstreuungsverhältnisse die Radien für die erste Annäherung seiner ersten Objective nach der gewöhnlichen Form genau ausrechnete u. diese ausgerechneten Radien in der Praxis auch genau ausführte u. den noch vorhandenen Rest sowohl der chromatischen als sphärischen Aberration durch Correktur beseitigte“.

### Die Qualität von Kellners Instrumenten
In den wenigen Jahren zwischen der Geschäftseröffnung am 15. Juli 1849 und dem Beginn seiner Krankheit 1854, die am 13. Mai 1855 mit seinem Tod endete, gelang es Kellner, sich in der Spitzenriege der Hersteller optischer Geräte zu etablieren. Dies lässt sich zum einen indirekt schließen, aus der Liste der namhaften Kunden, von denen oben einige genannt sind. Zum anderen wird es auch in zeitgenössischer Literatur erwähnt. Pieter Harting, der 1859 ein viele hundert Seiten umfassendes Lehrbuch über Mikroskopie verfasste, beschrieb darin auch Instrumente der wichtigsten Hersteller. Hier ist der Bericht über Kellner aus der zweiten Auflage von 1866 zitiert, der sich sprachlich leicht abweichend auch in der ersten Auflage findet:

„Seit 1849 erwarb sich Carl Kellner in Wetzlar als Mikroskopverfertiger einen Namen. Ich habe drei seiner kleineren Mikroskope zu sehen bekommen, die in optischer Beziehung Vorzügliches leisten; nur haben sie zu wenig Wechsel in der Vergrösserung, weil nur ein Objectiv und zwei Oculare dazu gehören.

Das Objectiv des einen genauer von mir untersuchten bestand aus zwei achromatischen Doppellinsen und hatte eine Brennweite von 7,9 Millimeter. Die Aberrationen, zumal die sphärische, waren so vollkommen verbessert, dass sich weit stärkere Oculare damit verbinden liessen, als es gewöhnlich zu geschehen pflegt. Bei Benutzung der nämlichen Probeobjecte schien es im optischen Vermögen einem Oberhäuser’schen Linsensysteme von 3,22 Millimeter und einem Nachet’schen Systeme von 4,8 Millimeter Brennweite gleich zu kommen; es stand in dieser Beziehung nur dem Amici’schen Systeme von 8,7 Millimeter Brennweite nach. […] Die Kellner’schen Mikroskope zeichnen sich besonders durch das grosse und ebene Gesichtsfeld aus […]. Ungeachtet dieser grossen Ausdehnung ist es aber fast frei von Krümmung.“

Das Mikroskop und seine Anwendung von Leopold Dippel erschien 1867, also zwölf Jahre nach Kellners Tod, daher werden dort nur die Mikroskope des Nachfolgers Belthle besprochen. Der Abschnitt beginnt jedoch mit einer Erwähnung Kellners:

„Nach dem Tode des seiner Kunst und der Wissenschaft leider zu frühe entrissene Gründer des Wetzlarer optischen Institutes, C. Kellner, dessen Mikroskope sowohl in Deutschland als auch in England, wenn auch nur vereinzelt, doch wohl verdiente Anerkennung gefunden haben, leitete Belthle die Anstalt einige Zeit für Rechnung von Kellner’s Witwe.“

### Das große Mikroskop für von Bischoff

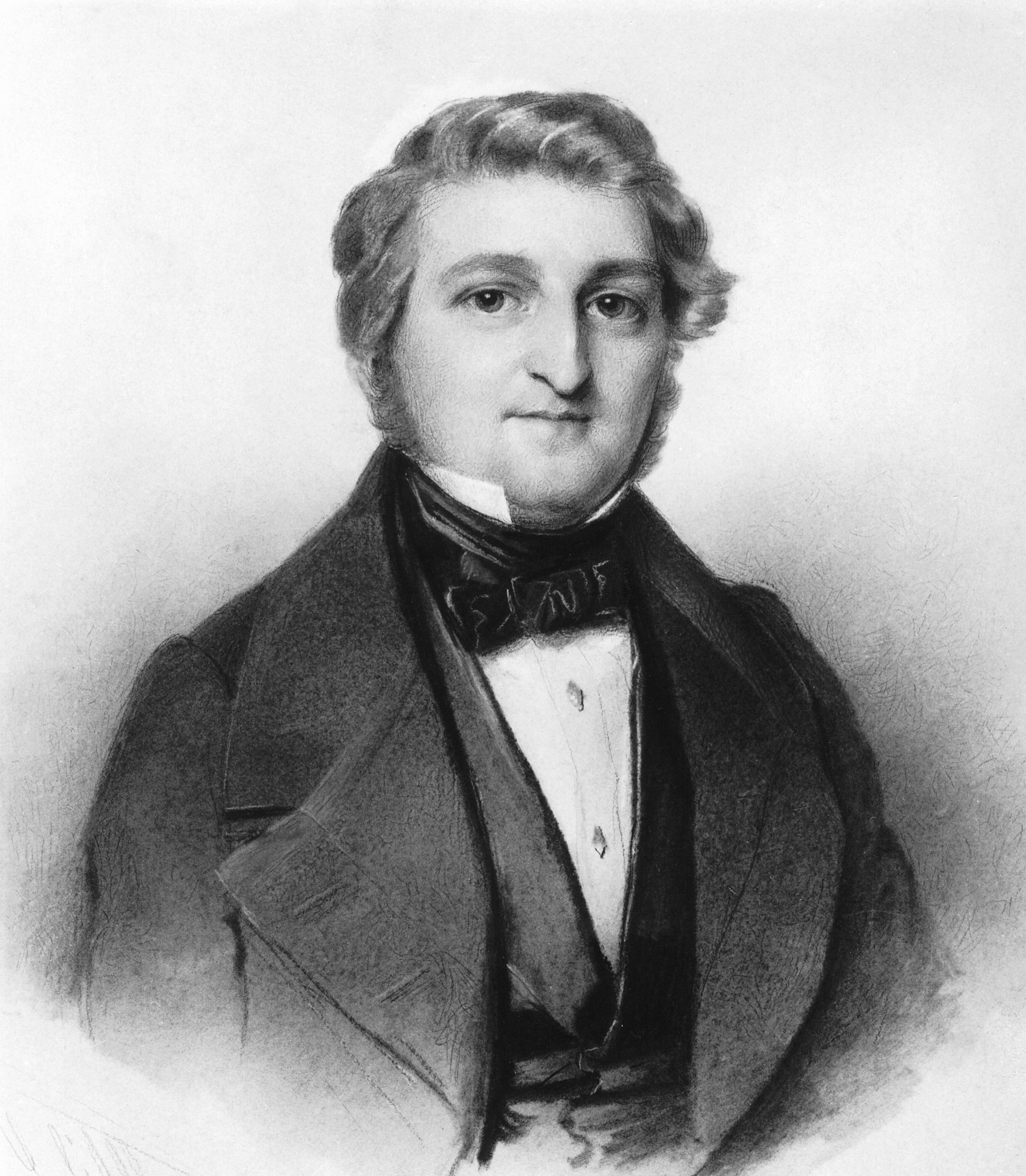
Theodor Ludwig Wilhelm von Bischoff (1807–1882)

Kellner plante 1851, in den kommenden Jahren den Betrieb nach Gießen zu verlegen, wo von Bischoff sein wichtigster akademischer Ratgeber war. Dazu sollte es jedoch nicht mehr kommen. Von Bischof gab Kellner um diese Zeit auch den Auftrag zur Herstellung eines besonderen Großmikroskops, dessen Bau ebenfalls nicht mehr zu Stande kam. Kellner schrieb darüber an Hensoldt:

„Vor wenigen Tagen habe ich den Prof. Dr. Bischoff in Gießen, dem ich durch seine Beihilfe mit Rat und Tat die größte Dankbarkeit schuldig bin, einen ausführlichen Aufsatz über meine Untersuchungen und ein Instrument, das als Repräsentant der erreichten Resultate angesehen werdne kann, eingereicht und derselbe hat mich nun mit der Ausführung desselben für Rechnung des physiologischen Instituts in Gießen beauftragt. Du darfst Dir hierunter kein Mikroskop vorstellen, wie die gegenwärtigen sind, sondern dies ist ein Instrument, das seiner mechanischen und optischen Einrichtung nach nicht die geringste Ähnlichkeit mit diesen hat. Es ist, beiläufig gesagt, ein Instrument, das aus Messing und Eisen mehrere Zentner wiegen wird, mit welchem Vergrößerungen, von denen man bis jetzt keine Ahnung hat, erreicht werden sollen, und an welchem ich wohl mindestens zehn Monate und darüber noch zu kämpfen haben werde. Gelingt dies alles, woran ich nicht zweifeln kann, denn alle Prinzipien, die hier zu Grunde liegen, sind auf das Sorgfältigste durch zahlreiche äußerst genaue und umfassende Versuche entwickelt und durch Erfahrung bestätigt worden, so steht den mikroskopischen Observationen eine ähnliche Neugestaltung bevor, wie dies den Sternwarten von München aus begegnet ist.“

Von Bischof hatte zusammen mit Justus Liebig den Betrag von 1500 Talern organisiert. Weitere Einzelheiten über das Projekt sind nicht bekannt, zum Bau ist es nicht gekommen.
Zu berücksichtigen ist, dass die physikalische Begrenzung der mikroskopischen Auflösung durch Beugung zu Kellners Zeiten noch nicht bekannt war. Auch wurde die maximal mögliche Auflösung erst einige Jahrzehnte später, nach weiteren technischen Verbesserungen, erreicht.

## Kellners Verwandtschaft und Vermächtnis: Die optische Industrie in Wetzlar
Kellners Mutter, Johanna Elisabeth (1792–1848), geborene Rudersdorf, war das jüngste von zehn Kindern; sie hatte drei Schwestern. Die älteste, Catharina Elisabeth (1777–1828), ab 1810 verheiratet mit Johann Philipp Neumann (1783–1852), war Mutter von Katharina (1813–1893), verheiratet mit Peter Seibert (1813–1870). Katharina wiederum war Mutter der Gebrüder Wilhelm und Heinrich Seibert. Die zweite Schwester, Katharina Jakobina (1786–1850), heiratete 1807 Abraham Engelbert (1784–1827). Deren Sohn war Ludwig (Louis) Engelbert (1814–1887). Die drittälteste Schwester hieß Sara Philippine Helene (1789–1856). Sie heiratete 1816 Jacob Ohlenburger (1787–1863) und ihre Tochter Christine (1829–1903) wurde 1854 die Ehefrau von Moritz Hensoldt.

Mikroskope von Belthle, in der Bauform ähnlich denen von Kellner. Aus Dippel, 1867.
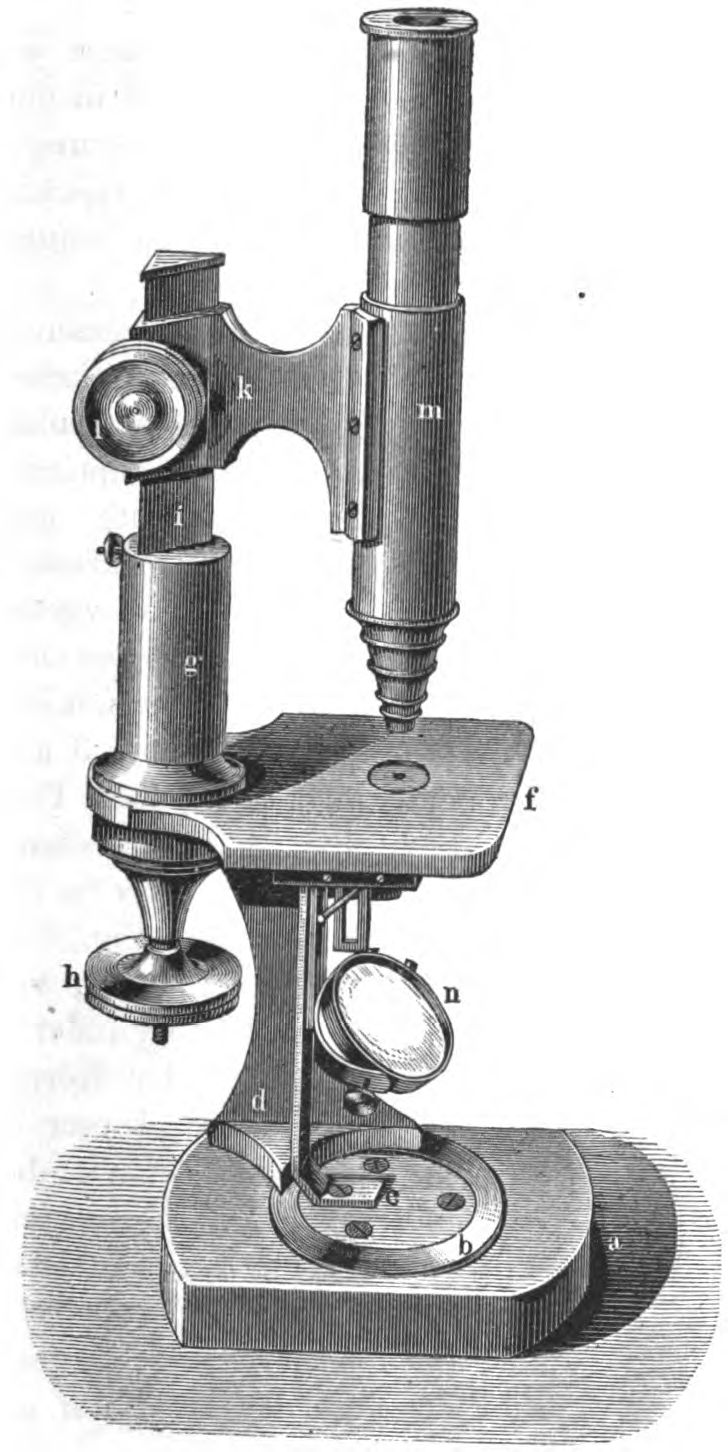
Großes Mikroskop
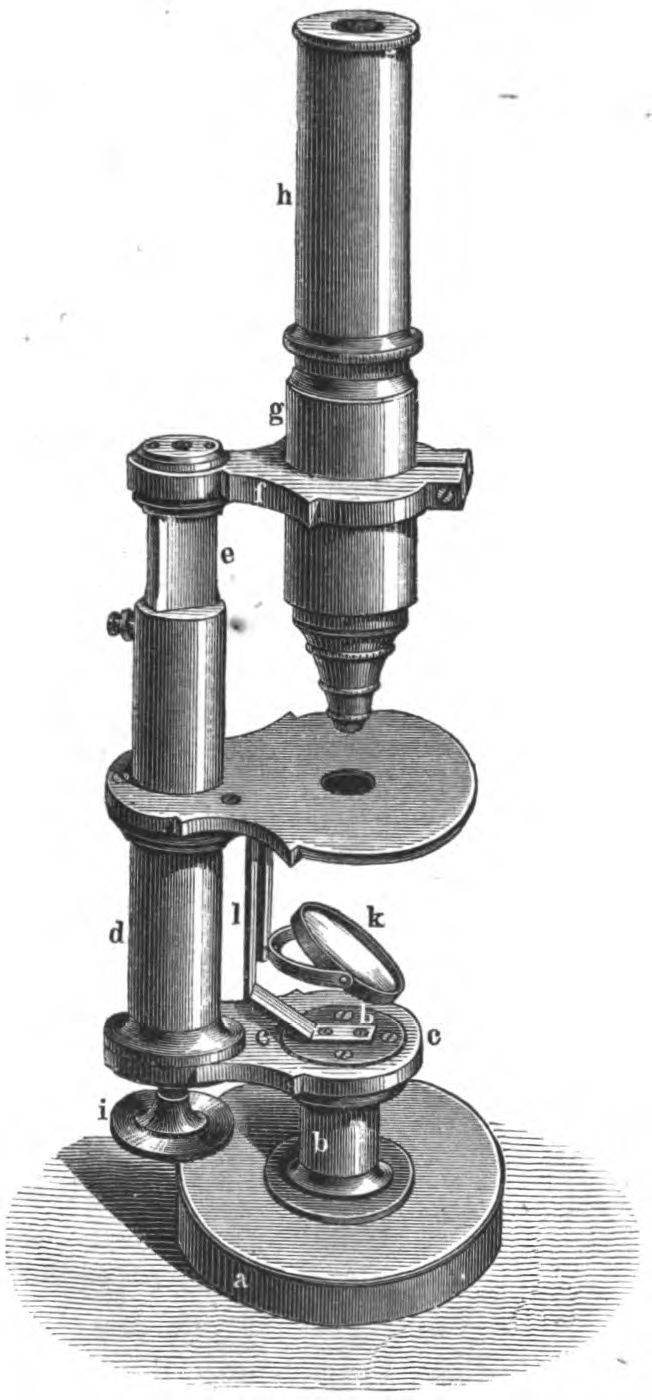
Kleines Mikroskop
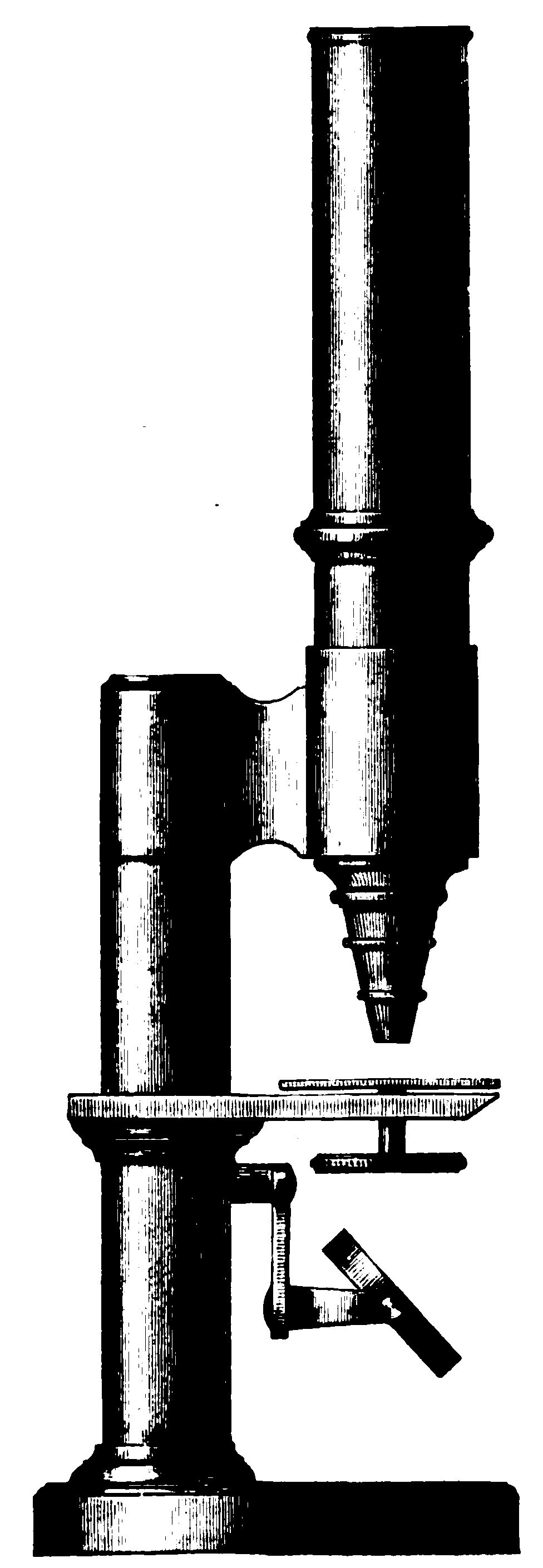
Kleinstes Stativ

Vor seinem Tod besprach Kellner seine Erfahrungen mit seinem wichtigsten Mitarbeiter und Cousin, dem Schreinermeister Ludwig Engelbert, zudem schrieb er seine Erkenntnisse auch auf, um den weiteren Betrieb der Werkstatt zu sichern. Kellner ernannte Engelbert zum Werksleiter, und dieser übernahm die Betriebsführung während der Krankheit Kellners und auch nach dessen Tod am 13. Mai 1855, bis zur Hochzeit von Kellners Witwe mit Friedrich Belthle (1828–1869) am 6. Dezember 1856. Belthle hatte im November 1853 Metallarbeiten für Kellner gefertigt und war vom 8. Februar bis 28. April und wieder ab 20. Juni 1855, fünf Wochen nach Kellners Tod am 13. Mai, Mitarbeiter der Werkstatt. Nun übernahm er die Werkstatt auf Rechnung seiner Frau. Mit einer jährlichen Produktion von um die 70 Mikroskopen konnte Belthle den Betrieb des Unternehmens sichern.
Die optische Qualität wurde von Zeitgenossen unterschiedlich beurteilt, von „den besten Kellnerschen beinah gleich“
und „…für die feineren histologischen Untersuchungen ausgezeichnet ……… von keinem der gleichstarken neueren Systeme übertroffen“
zu „stehen in der Schärfe und Klarheit des Bildes hinter jenen seines Vorgängers entschieden zurück“.
Am Neujahrstag 1864 trat Ernst Leitz in die Firma ein. 1865 wurde er Teilhaber und 1869 alleiniger Inhaber. Auch die Firma wurde in Leitz umbenannt und in der Folge einer der größten Hersteller in der optischen Industrie weltweit. Die beiden Nachfolgefirmen Leica Microsystems und Leica Camera haben noch heute ihren Sitz in Wetzlar.
Engelbert schied mit der Hochzeit von Kellners Witwe aus der Werkstatt aus und gründete zunächst eine eigene Werkstatt im nahen Oberndorf. 1861 begann er eine Zusammenarbeit mit Hensoldt, die 1865 wieder beendet wurde, worauf beide ihre Werkstatt nach Wetzlar verlegten. Engelbert verkaufte seine Geräte bis zu seinem Tod 1877 unter „Engelbert und Hensoldt“. Sein Sohn Fritz beschränkte sich auf Mikroskopobjektive und Okulare.
Hensoldt spezialisierte sich auf geodätische Instrumente. Er starb am 10. Oktober 1903. Unter seinen Söhnen Waldemar und Karl nahmen die Hensoldt-Werke einen wesentlichen Aufschwung. Sie sind heute als Carl Zeiss Sports Optics nach wie vor in Wetzlar ansässig.
Auch die Wetzlarer Optik-Firma W. & H. Seibert geht auf Kellners Optisches Institut zurück. Gründer waren die Brüder Wilhelm (* 1840) und Heinrich Seibert (* 1852). Ihre Mutter war eine Nichte von Kellners Mutter und hatte als Jugendliche sechs Jahre bei Kellners Eltern gelebt. Sie lebte wohl in ärmlichen Verhältnissen und Kellner versprach ihre Söhne auszubilden. 1854 begann Wilhelm eine Lehre im Betrieb, nach Kellners Tod machte dies auch Heinrich.
Weitere Optik-Firmen siedelten sich im Laufe der Jahre in Wetzlar an. Hierzu gehören Wilhelm Will und der Nachfolgebetrieb Helmut Hund GmbH, Minox und die Wilhelm Loh KG Optikmaschinenfabrik.
Wetzlar war bis zur Auflösung des Heiligen Römischen Reichs Deutscher Nation 1806 Sitz des Reichskammergerichts, des höchsten Gerichts im Reich und als solcher auch Schauplatz von Goethes berühmtem „Die Leiden des jungen Werthers“. Mitte des 19. Jahrhunderts drohte Wetzlar mit nur etwa 5000 Einwohnern in die Bedeutungslosigkeit abzurutschen. Die Entstehung der optischen Industrie trug wesentlich dazu bei, es zu einem wichtigen Wirtschaftsstandort aufblühen zu lassen.

## Ehrungen
- Goldmedaille für hervorragende gewerbliche Leistungen, gestiftet vom preußischen König und verliehen vom Minister für Handel, Gewerbe und öffentliche Arbeiten, 1855[31]
- Wetzlar benannte Anfang des 20. Jahrhunderts den damals neuen Karl-Kellner-Ring nach ihm.[5]
- Die Braunfelser Gesamtschule, die Carl-Kellner-Schule, ist nach ihm benannt.[32]

## Rezeption
Als Begründer der optischen Industrie in Wetzlar und eines Betriebs, der ab Ende des 19. Jahrhunderts als „Ernst Leitz Wetzlar“ zu den Weltmarktführern der optischen Industrie gehören sollte, war Kellner sicher im größeren Ausmaß Thema biographischer Schriften als vergleichbare Optiker seiner Zeit. Entsprechend ist die Mehrzahl der Biographien auch aus dem Kreis der Ernst-Leitz-Werke und der Familie entstanden. Die älteste Biographie stammt von Julius Hinkel, dem Enkel von Kellners Schwager, und erschien beim Wetzlarer Geschichtsverein. Alexander Berg verfasste anlässlich des hundertjährigen Bestehens der Leitz-Werke, gerechnet ab der offiziellen Gründung von Kellners optischem Institut, 1949 ein 120-seitiges Buch, in dem sich auch ein Kapitel mit Kellner beschäftige. Zum 100. Todestag Kellners verfasste er eine Broschüre ausschließlich über Kellner, die von den „Optischen Werken Ernst Leitz in Wetzlar“ herausgegeben wurde. 2010 erschien ein Buch über Ernst Leitz I, dass von dessen Urenkel Knut Kühn-Leitz herausgegeben wurde. Auch hier ist ein Kapitel über Kellner enthalten. Es wurde von Christine Belz-Hensoldt mitverfasst, einer Urenkelin von Moritz Hensoldt und somit auch Urgroßnichte von Carl Kellner. Schon drei Jahre zuvor hatte sie eine kommentierte Edition der Briefe von Kellner an Hensoldt herausgegeben. Jene von Hensoldt an Kellner sind nicht erhalten. Darüber hinaus ist Kellner aber auch Thema in firmenunabhängigen Darstellungen der Geschichte der Mikroskopie.